# Heliconius peruvianus
Heliconius peruvianus är en fjärilsart som beskrevs av Felder 1859. Heliconius peruvianus ingår i släktet Heliconius och familjen praktfjärilar. Inga underarter finns listade i Catalogue of Life.